# Ludger Kanders
Ludger „Lulu“ Kanders (* 27. Mai 1958 in Kalkar) ist ein ehemaliger deutscher Fußballspieler.

## Karriere
Seine Karriere begann Kanders bei SuS Kalkar, wo er zehn Jahre in der Jugend spielte. Nach einer weiteren Station beim Kevelaerer SV ging er zum TuS Xanten. 1978 schaffte Lulu Kanders, wie er genannt wird, den Sprung in die erste Mannschaft, wo er in der höchsten Amateurklasse, der Oberliga Nordrhein, eine Saison spielte. Zur Saison 1979/80 ging Kanders zum Bundesligisten Bayer 05 Uerdingen. In seiner ersten Saison schoss Kanders in 18 Spielen ein Tor. In der Saison 1980/81 wurde er Stammspieler unter Horst Buhtz; er absolvierte 32 Spiele und schoss sechs Tore.
Als Nachfolger von Klaus Allofs, der zum 1. FC Köln ging, kam Kanders zu Fortuna Düsseldorf. Doch mit dem dortigen Trainer Jörg Berger kam er nicht richtig klar. Kanders, eigentlich Stürmer, sollte jetzt als Flügelspieler agieren. So kam Kanders in zwei Spielzeiten zu gerade mal 22 Bundesliga-Einsätzen. Daher sollte Lulu Kanders für 1,25 Millionen DM zum französischen Meister FC Metz wechseln.
Jedoch lehnte er dies ab und ließ sich reamateurisieren. 1983 ging er zum SC Kleve 63 in die dritthöchste Spielklasse der Verbandsliga. Nach einer Saison ging Kanders zum Konkurrenten Viktoria Goch. Nach Ende seiner Zeit bei Viktoria spielte Kanders noch sechs Jahre in Niedersachsen, unter anderem stieg er mit dem SV Soltau in der Saison 1991/92 in die fünftklassige Landesliga auf.

## Privates
Kanders ist verheiratet und hat drei Kinder.